# Management buyout
Management buyout, engelskt begrepp som vanligen används även av svensktalande och kan översättas till företagsledningens utköp, är en term som används vid en typ av försäljning av ett bolag eller ett verksamhetsområde till dess ledning. Management buyout kan aktualiseras under flera olika omständigheter:
- Företagsledningen kan ta över en verksamhet när en grundare eller tidigare ägare som är aktiv i bolaget vill gå i pension eller av andra skäl avveckla sitt engagemang
- Företagsledningen kan ta över en delverksamhet eller ett dotterbolag i samband med en omstrukturering eller nedläggning av en verksamhet i ett större bolag eller koncern.
- Företagsledningen kan bedöma att ett bolag som är noterat på en börs är undervärderat och köpa ut det för att själva äga och driva det utan externt eget kapital.
- Företagsledningen kan vara köpare när en riskkapitalist vill avveckla sitt ägande. Omvänt kan ibland riskkapital var medinvesterare i ett utköp och stå för liten eller stor del av ägandet.